# Осуалд Моузли
Осуалд Моузли (на английски: Oswald Mosley) е английски потомствен аристократ, британски политик и баронет. Учредител на Съюза на британските фашисти, прераснал през 1936 г., след идването на НСДАП на власт в Германия, в Съюз на британските фашисти и националсоциалисти.

## Живот

### Произход и ранни години
Произхожда от стар аристократичен род. Един от неговите предшественици, занимаващ се с търговия, през 1599 г. е избран за мер (кмет) на Лондон, а на следващата година (1600) кралица Елизабет I го удостоява с рицарско звание, давайки на семейството мотото „„Mos Legem Regit“ („Традицията владее закона“). Друг от предшествениците в рода на Мозли е участник в гражданската война в Англия (40-те години на XVII век), подкрепяйки краля и институцията, за което получава от него титла на баронет, която през следващите векове става наследствена за старата фамилия Мозли по мъжка линия. В края на XIX век Мозли притежават фамилно поземлено имение в Графство Стафордшър в централната част на Англия (днес Ролстън), което е родното място на Освалд Мозли.
Малкият Освалд е възпитан от майка си и дядо си по бащина линия. През целия си живот Мозли поддържа топла връзка с майка си, която го насърчава и подкрепя в много от неговите политически начинания, включително в създаването на Британския съюз на фашистите. Образованието си Мозли получава в елитното частно училище Уинчестър, а през януари 1914 г., на 17-годишна възраст, спазвайки семейната традиция, постъпва във военната академия Сандхърст. В годините на военното си обучение Мозли е голям почитател и любител на фехтовката и бокса, постигайки в тези спортове забележителни успехи. През 30-те години на XX век на няколко пъти играе на международни състезания за отбора на Великобритания по фехтовка.

### Военна кариера
Малко след избухването на Първата световна война, Мозли е повишен в младши лейтенант, и напускайки колежа през октомври 1914 г. се присъединява към XVI улански полк, дислоциран във Франция в състава на Британския експедиционен корпус. По време на войната е кавалерийски и пехотен офицер, служил и в състава на Кралските военновъздушни сили като пилот-наблюдател. В началото на 1915 г., по време на тренировъчен полет в резултат на неуспешно приземяване, Мозли получава сериозна травма – множество фрактури на десния крак. По тази причина принудително напуска Западния фронт, прекарвайки много време лекувайки травмата си.
През есента на 1915 г. Мозли отново е във Франция в състава на британската армия, но съвсем скоро след завръщането си на фронта, той отново принудително се връща в Англия за повторна операция на крака и продължаване на лечението. При изписването си от болницата, лекарите дават на Мозли статус на „военна непригодност“ да служи в състава на бойните единици, и той до края на войната работи в британските министерства на външните работи и въоръжението.

### Начало на политическа дейност. Член на Консервативната партия
Първата световна война с избухналите в хода ѝ Февруарска, Октомврийска и Ноемврийска революция на изток, в бившите империи управлявани от сродници на английското кралско семейство, правят на Мозли потресаващо впечатление, оказвайки огромно влияние за формиране на политическите му възгледи. В мемоарите си озаглавени „Моят живот“, той пише с възхищение на войнското братство, отбелязвайки че благодарение на нещастието по време на войната, той осъзнал необходимостта от изграждане на „по-добра държава“, „сключване на по-почетен мир“ с победените в името на бъдещия мир и в памет на загиналите му другари на фронта. В общи линии Мозли се противопоставя на Версайската система от договори, намирайки я за несправедлива, и доволно самодостатъчна да доведе след себе си до нови световни катастрофи. До голяма степен под влиянието на тези чувства, както и на предадения му в наследство аристократизъм с привързаност с предходните класически ценности на някогашния Стар ред, Мозли след края на войната през ноември 1918 г. решава да влезе в политиката, участвайки в първите следвоенни парламентарни избори, като кандидат на Консервативната партия.
В изборите на 14 декември 1918 г. Мозли е избран за представител в английския парламент, ставайки само на 22 години най-младия депутат за времето си, след което учредява парламентарен Комитет на новите членове, състоящ се предимно от ветерани от войната. По този начин, Мозли иска да формира кръг от съмишленици, с цел подкрепа за изпълнение на предизборните му обещания за „най-добрата политика за социална реформа, представена от Лойд Джордж“.
Скоро след началото на парламентарстването на Мозли в Камарата на общините, той достига до заключението, че по-старото поколение парламентаристи не могат да разберат младите хора, които са взели участие в Световната война, насочвайки усилията си да привлече за каузата си „военното поколение“ за изграждане на „по-добър свят“, който инак едва ли може да се превърне в действителност. По време на есенната сесия на парламента през 1920 г. Мозли се присъединява към опозицията в Камарата на общините. През 1922 и през 1923 г. той е на два пъти избиран на парламентарните избори за депутат като независим консерватор.

### Семейство и личен живот
Както отбелязва Мозли в своите мемоари, в началото на 20-те години на XX век, той променя не само политическите си възгледи, но бележи и промяна в личния си живот и семеен статус. През пролетта на 1920 г. се жени за най-малката дъщеря на лорд Кързън, по времето когато лорда е изпълняващ длъжността министър на външните работи, който преди това е вицекрал на Индия (1899 – 1905). На сватбената церемония на Освалд Мозли и Синтия Кързън (на 11 май 1920 г., деня на славянските будители – стар стил) присъстват няколкостотин гости, сред които английския крал Джордж V и кралица Мери, белгийският крал Албер I и кралица Елизабет, лидерът на консерваторите Ендрю Лоу Бонар, както и много други представители на британския истаблишмънт. Семейния живот на Мозли е много успешен, а отношенията между съпруг и съпруга хармонични по време на брачното им съжителство, но през 1933 г. Синтия умира от перитонит.
Синтия подкрепя съпруга си в повечето от политическите му начинания. През 1921 г. им се ражда дъщеря Вивиан, а две години по-късно и син – Николас, който по-късно (в средата на 80-те години на 20 век) пише книга за баща си. Мозли странно привлича жените от семейство Кързън към личността си. Според упорито разпространявани от британската преса по него време слухове, по-малката сестра на Синтия – Мария, има кратка любовна авантюра с него преди сватбата, а по-голяма ѝ сестра – Александра е негова любовница. Според британските таблоиди, втората съпруга на лорд Кързън – Грейс, също има връзка с Освалд Мозли.

### Член на Лейбъристката партия
През март 1924 г. Мозли се присъединява към Лейбъристката партия. Това му решение е следствие от разочарованието му в способността на консерваторите да излъчат „достойни лидери“ на страната, и се дължи на недоволството му от пренебрегването на неговите идеи, следствие на което той се бил превърнал в депутат от задните банки. Освен това през януари 1924 г. лейбъристите привличат Мозли в първото следвоенно свое правителство, в който акт Мозли вижда възможност да се издигне до висшия ешелон на властта, където се взимат големите решения. По време на парламентарните избори проведени в края на октомври 1925 г., Мозли за малко не влиза в парламента, победен от знакова фигура на Консервативната партия, бъдещият министър-председател Невил Чембърлейн. През 1924 – 1926 г., Освалд Мозли бидейки извън парламента посещава няколко страни, включително Съединените щати.
След преминаването си в редиците на лейбъристите, Мозли се превръща постепенно в знакова фигура за новата си партия. Организационните му умения и ораторския му талант, добрите обноски и аристократичен светоглед, са надежден пропуск, позволяващ му да се доближи на къса дистанция до лидера на лейбъристите по това време Джеймс Рамсей Макдоналд, правейки бърза и успешна кариера в Лейбъристката партия. През 1926 г. той участва в допълнителните парламентарни избори. Мозли побеждава убедително политическите си опоненти и става един от представителите на Лейбъристката партия в Камарата на общините.
През 1928 г., след като умира баща му, той наследява от него титлата на баронет. През 1929 г. Лейбъристката партия печели изборите и формира кабинет, в който Мозли участва като младши министър (заместник, но със свой ресор), подпомагащ министъра на финансите с ресор трудова заетост и решаване на проблема с безработицата в страната.

### Борба за ценностите
Голямата депресия заварва Мозли на най-ветровития министерски пост в Обединеното кралство – този с отговорност за труда и безработицата. През 20-те години, въпросът за безработицата във Великобритания не е остър, но още в началото на 30-те се превръща в хроничен. През целия период на 20-те години, броя на безработните във Великобритания е най-много един милион души. В началото на 30-те години на фона на глобалната икономическа криза, безработните граждани на страната са вече 1 милион и 520 хиляди, достигайки в края на 1930 година – 1 991 000. Като член на правителството с ресор безработица, Мозли още през януари 1930 г. прави своевременно редица предложения за решение на проблема с нарастващата безработица. Една от основните точки на програмата му е идеята за активно използване на публичните средства за създаване на нови работни места. Тази негова програма, в по-голямата си част заимствана от предложенията на други политици, не е подкрепена от лидерите на неговата управляваща Лейбъристка партия. Те я намират за нереалистична от финансова гледна точка, недостатъчно разработена в детайли, откривайки ѝ редица кусури, по-специално в частта ѝ по подбора на проекти за изграждане на пътищата в страната в рамките на три години, за което са предвидени 100 милиона паунда. Мозли не приема тази партийна позиция на лидерите на лейбъристите и в края на май 1930 г. демонстративно подава оставка от правителството в знак на несъгласие с „втасалите хардлайнери“. През октомври 1930 г., по време на лейбъристки форум, той подлага на унищожителна критика политическия курс на лидера Макдоналд, но не намира подкрепа сред участниците в този форум. И в края на 1930 г. Мозли продължава да отстоява идеята си за необходимост от силно правителство за решаването на целия комплекс от социални и икономически проблеми пред страната. През декември 1930 г. той прави редица нови, актуални и своевременни предложения, включващи въвеждането на държавен контрол над външните доставки на суровини и храни, като целта им е протекционистична в действителност, имайки за задача да защитат вътрешния пазар на Великобритания, изолирайки го от външно влияние и т.н. За реализацията на този си проект, Мозли намира за необходимо включването към кабинета на петима нови министри, без портфейли, натоварени с най-широки правомощия и на практика независими от Парламента. Този проект, известен като Манифестът на Мозли, не намира подкрепа в мнозинството лейбъристи. На 27 януари 1931 г. по време на среща на членовете на Английския парламент от Лейбъристката партия Мозли отново остро разкритикува политиката на Робърт Макдоналд по отношение на заетостта, която е основен проблем за разрешаване в страната, но както и на предходния лейбъристки форум, позицията му не намира разбиране и подкрепа от страна на съпартийците му. В онзи момент, когато социално-икономическата ситуация продължава да се влошава и лейбъристкото правителство не може да реши основните проблеми стоящи на дневен ред, пред които е изправена страната, Мозли в началото на март 1931 г., разочарован от традиционните партии, решава да напусне Лейбъристката партия и да основе един нов политически съюз, който има намерение да оглави и поведе.
На 1 март 1931 г. Освалд Мозли обявява, така наречената „Нова партия“ в страната с програма за управление, включваща разработените от Мозли негови основни идеи, съдържащи се в т.нар. Манифест на Мозли. В брошурата „Национална политика“, публикувана от Мозли през март 1931 г., прозира желанието на основателя на Новата партия за значително ограничаване на демокрацията в страната с цел разширяване на правата и правомощията на изпълнителната власт предвид ширещата се корупция и лобизъм в парламента. Мозли умело борави със социалната риторика, за да намери подкрепа за политическата си идея сред британското общество.
През октомври 1931 г., Новата партия се включва в общите избори по инициатива на ръководството ѝ, издигайки за депутати 24-ма свои кандидати, но те се провалят. Това води до политическа драма и окончателното разочарование на Мозли от парламентаризма. Именно по това време, той започва да обръща все повече внимание на изучаването на държавническия опит на Италианското социално движение, наричано фашистко. През януари 1932 г. Мозли е на посещение в Италия, където е приет от Мусолини. След това посещение, Мозли най-накрая решава да организира, поведе и оглави един бъдещ британски фашистки съюз. През октомври 1932 г. Мозли обявява създаването на Съюза на британските фашисти (BSF), който той води неизменно през целия период на политическото му битие. Мозли предлага да се ограничи властта на парламента и да се установи диктатура в страната по италиански фашистки образец. Британските фашисти използват активно социалната реторика, националистическата и антикомунистическата пропаганда за своите политически цели. Те също така организират свои партийни сили за отбрана – щурмови отряди, чиито членове се включват в редица мелета по време на многобройните партийни манифестации, организирайки охраната на водачите на Съюза на британските фашисти от нападения и провокации от страна на политическите му опоненти (обичайна практика по това време в цяла Европа). От есента на 1934 г., след като нацистите идват на власт в Германия, Мозли започва да води антисемитска кампания, а в края на 30-те години подкрепя външнополитическите амбиции на Хитлер в Континентална Европа (Мюнхенското споразумение).

### Консервативен революционер. Втора световна война
След провокациите с последвалите скандали при възникналите партийни инциденти след митинга в зала „Олимпия“ и манифестацията в Ист Енд (завършила с прословутата битка на Кабелната улица), през есента на 1936 г. Мозли е на посещение в Германия, където се жени за Диана Митфорд (по баща Митфорд). И втората съпруга на Освалд Мозли е от стар английски аристократичен род, родителите ѝ са лорд и лейди Ридсдейл. Една от шестте сестри на Диана – Юнити Митфорд е убедена привърженичка на националсоциализма и гореща почитателка на фюрера, която многократно посещава Германия, с цел лично да се запознае с Адолф Хитлер. Сватбата на Мозли и Митфорд е организирана тържествено в дома на Йозеф Гьобелс. Сватбената церемония е уважена и от фюрера, който подарява на младоженците своя снимка от младежките си години в сребърна рамка.
След организираното от британските тайни служби дискредитиране на английското кралско семейство посредством „морала“ на бъдещата съпруга на крал Едуард VIII, американката Уолис Симпсън (която се следвало да стане бъдеща кралица на Англия), и на дейността на британските фашисти е нанесен нов сериозен удар (първия е с приетия след инцидента на Кабелната улица Закон за обществената безопасност). Целта е да се дискредитират социалните му поддръжници из средите на старата английска аристокрация.
През първите няколко месеца след началото на Втората световна война, Мозли и Съюза на британските фашисти все още имат свободно възможност да продължат да осъществяват своята политическа дейност. След като на власт във Великобритания през май 1940 година идва кабинет начело с Уинстън Чърчил, новият премиер решава да сложи край на политическата дейност на Съюза на британските фашисти. През май-юни 1940 г., Освалд Мозли заедно с повечето от лидерите на съюза са арестувани заради „предателската си позиция към Германия и нейните съюзници“ и през юли дейността на фашисткия и националсоциалистически британски съюз е забранена. Всички лидери на Съюза на британските фашисти и националсоциалисти са вкарани в затвора Брикстън от кабинета на Чърчил, който е за война с Оста до победния ѝ край.
В затвора, Мозли използва пълноценно времето четейки много, научава немски език и се запознава детайлно с историята на Древна Гърция. На репресии е подложена и съпругата на Мозли, Диана. Тя също е арестувана в края на юли 1940 г., когато втори им син – Макс Моузли (бъдещ президент на ФИА), роден от брак ѝ с Мозли е само на 11 седмици (първият им син Александър е роден през 1938 г.). След половин година принудителна раздяла на съпрузите Мозли им е позволено да живеят заедно в една стая на затвора Холовей. През последните две затворнически години, те имат възможност да се срещат с приятели в затвора, както и да приготвят сами храната си. Въпреки сравнително лекия режим на задържане в затвора по политически причини, по това време се обажда стара болест на вените на Мозли, свързана с претърпения инцидент по време на Първата световна война. В резултат на влошеното му здравословно състояние, по съвет на лекарския консилиум, и под натиска от общественото мнение и влиятелните приятели на Освалд Мозли, през ноември 1943 г., бившия вече водач на Съюза на британските фашисти е освободен от затвора.

### Обществена дейност след Втората световна война
След края на Втората световна война, Мозли се връща в активната политика. На 7 февруари 1947 г., той основава Юнионисткото движение (на английски: Union Movement), което обединява повече от 50 малки крайно десни организации и групи. След войната Мозли активно подкрепя идеята за обединение на страните от Западна Европа. Мозли е на позиция, че е необходимо активно противопоставяне на агресивните стремежи на Съветския съюз в Европа. Лидерът на Юнионисткото движение препоръчва подигане на военния потенциал на Великобритания и обединена Европа, за да може тя да се противопоставя на съветската следвоенна мощ. Според Мозли, западноевропейската военна мощ трябвало да бъде подигната до нивото на тази на Съединените щати и Съветския съюз. Освалд Мозли е за създаване на един паневропейски съюз и правителство, способно да провежда самостоятелна европейска политика и да се ползва с пълноправен статут на международното поле на „големите“, и да има правомощия по международни въпроси, общата отбрана, икономическа политика, финанси и националното развитие. Той вярвал, че такъв наднационален орган ще успее да избегне бъдещите икономически кризи и ще овладее безработицата, като регулира цените и заплатите, с което да подобри живота на европейците. Като необходимо условие за просперитета на обединена Европа, Освалд Мозли намира за необходимо да му се предаде за управление една трета от Африка, която да служи като селскостопански и суровинен придатък на Европа. Юнионисткото движение на Мозли е за запазването на Британската колониална империя. Също така плановете за обединение на Европа Мозли посреща въодушевено, насърчавайки през 1953/59 г. от страниците на списание „Европеец“ с публикации идеята. Той също така излиза със статии в западногерманското списание „Нация Европа“.
За решаване на вътрешните проблеми на Великобритания, Мозли предлага да бъдат репатрирани всички имигранти от страната. Той също така изразява несъгласие с резултатите от Нюрнбергския трибунал, организиран от страните от антихитлеристката коалиция. В защита на своите политически идеи, Мозли през 1959 г. участва за първи път след края на Втората световна война в парламентарни избори. Британските гласоподаватели като цяло не подкрепят неговите възгледи, и Мозли не успява да стане член на Камарата на общините. По-късно, в началото на 60-те години, той се опитва да създаде Национална партия на Европа, която да обедини водещите десни организации в страните от Западна Европа. Тази негова инициатива остава нереализирана. В резултат на този пореден провал, Мозли след 1962 г. се оттегля от активната политика. Той се преселва във Франция след неуспешната кампания за „политическата си реабилитация“ в родината. Завършва земния си път на френска земя, където и умира на 3 декември 1980 г. на 84-годишна възраст.

## Оценки
В края на живота си пише автобиографичната си книга „Моят живот“. Като цяло политическата дейност и живот на Мозли се възприемат изключително противоречиво във Великобритания. След края на Студената война с падането на Берлинската стена, в родната му Британия живота и дейността на Мозли са обект на непрестанен и повишен интерес, като редовно излизат книги за политическата му деятелност и за „Фашистка Великобритания“. През 1998 г., четвърти канал на британската държавна телевизия излъчва телевизионния филм „Мозли“, чийто консултант е сина на бившия британски фашистки лидер Николас Мозли. В Лондон има и малка неправителствена организация „Приятели на Освалд Мозли“, състояща се предимно от бивши сътрудници и последователи на британския фашистки лидер, чиято цел е популяризиране на идеите и личността на Освалд Мозли. От средата 80-те години на 20 век, те издават брошурата „Комрад“, с която обясняват политиката на Освалд Мозли, изразявайки и личната си позиция и пристрастия към дейността на Съюза на британските фашисти и националсоциалисти през 30-те години на 20 век. От друга страна, противниците на „Фашистка Великобритания“ не спират да дискредитират наследниците на Освалд Мозли, забърквайки сина му Макс Моузли (президент на ФИА) в „грандиозен секс скандал“ в който той участвал в садо-мазо оргия, в която заедно с пет проститутки пресъздавали сценки от нацистките концлагери по време на Втората световна война. Адвокатите на Макс Мозли успяват да издействат съдебен акт по силата на който да свалят порнографското видео от сайта на вестника News of the World, като делото за омаскаряването му е разгледано и от ЕСПЧ.